# 伊萊恩 (阿肯色州)
伊萊恩（英語：Elaine）是一個位於美國阿肯色州菲利普斯縣的城市。

## 地理
伊萊恩的座標為34°18′51″N 90°51′15″W / 34.31417°N 90.85417°W，而該地的平均海拔高度為51米（即167英尺）。

## 人口
根據2020年美國人口普查的數據，伊萊恩的面積約為1.32平方千米，皆為陸地。當地共有人口509人，而人口密度為每平方千米385人。